# ألكسي غريشكين
ألكسي غريشكين (5 فبراير 1996 في روسيا - ) هو لاعب كرة قدم روسي في مركز الدفاع. لعب مع سبارتاك موسكو ونادي روستوف وFC Olimpia Gelendzhik ‏.

## وصلات خارجية
- ألكسي غريشكين على موقع قاعدة بيانات كرة القدم.إي يو (الإنجليزية)